# Tomáš Plekanec
Tomáš Plekanec (* 31. Oktober 1982 in Kladno, Tschechoslowakei) ist ein ehemaliger tschechischer Eishockeyspieler und heutiger -trainer, der im Verlauf seiner aktiven Karriere zwischen 1998 und 2023 unter anderem über 1000 Spiele für die Canadiens de Montréal in der National Hockey League (NHL) auf der Position des Centers bestritten hat, während er zudem kurzzeitig bei den Toronto Maple Leafs aktiv war. Die tschechische Nationalmannschaft vertrat Plekanec bei zahlreichen internationalen Turnieren, unter anderem bei den Olympischen Winterspielen 2010 und 2014, und gewann mit ihr unter anderem die Silbermedaille bei der Weltmeisterschaft 2006.

## Karriere
Tomáš Plekanec begann mit dem Eishockeyspiel im Kindergarten-Alter, als er zu einem Probetraining in Kladno eingeladen wurde. Von da an durchlief er alle Nachwuchsmannschaften des HC Kladno bis hin zu den U18- und U20-Junioren. Während er als 15- bzw. 16-Jähriger in der U20-Extraliga spielte, bekam er seine ersten drei Einsätze in der Herrenmannschaft unter Cheftrainer Otakar Vejvoda senior. Nachdem er als Junior immer auf dem rechten Flügel gespielt hatte, nahm er ab 1999 die Position des Centers ein. Im Sommer 1999 unterschrieb er seinen ersten Profivertrag bei Kladno, der im 3000 Tschechische Kronen pro Monat einbrachte. Nachdem die U20-Extraliga-Saison vorbei war, absolvierte er einige Spiele in der drittklassigen 2. Liga für den HC Slaný und HC Kralupy nad Vltavou.

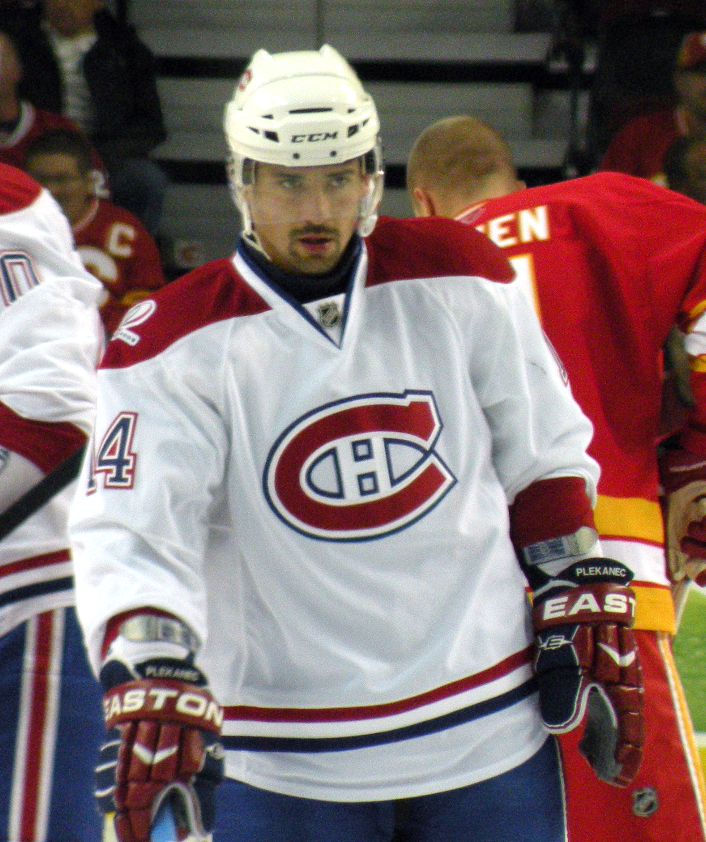
Plekanec im Trikot der Canadiens de Montréal (2009)

Ab 2000 gehörte Plekanec dann regelmäßig der Herrenmannschaft Kladnos an, die in der tschechischen Extraliga spielte. Am Ende der Spielzeit 2000/01 unterstützte er den HC Mladá Boleslav bei dessen Aufstiegsbemühungen in die 1. Liga, wobei er in zehn Spielen 19 Scorerpunkte erzielte. In den folgenden zwei Spielzeiten etablierte er sich in der Extraliga und konnte seine Punktausbeute verbessern. Während des NHL Entry Draft 2001 wurde er von den Canadiens de Montréal aus der National Hockey League in der dritten Runde an insgesamt 71. Stelle ausgewählt. Ein Jahr später entschloss er sich zu einem Wechsel nach Nordamerika und kam zunächst in der American Hockey League bei den Hamilton Bulldogs, dem Farmteam der Canadiens de Montréal, zum Einsatz.
Während der Spielzeit 2003/04 debütierte der Tscheche in der NHL, kehrte aber zu den Bulldogs zurück und wurde Topscorer des Teams in diesem Spieljahr. Aufgrund der gezeigten Leistungen wurde er für das AHL All-Star Classic 2004 nominiert. In der folgenden Saison war er der überragende Spieler der Bulldogs: Er erzielte die meisten Tore, bereitete die meisten Tore vor, erzielte die meisten Powerplay- und Unterzahltore. Daher wurde er erneut für das AHL All-Star Classic nominiert und wurde dort zum Most Valuable Player ausgezeichnet. Zudem gewann er den Fastest-Skater-Wettbewerb. Seit dem Ende des NHL-Lockouts nach der Saison 2004/05 gehörte Plekanec fest dem NHL-Kader der Canadiens an und verbesserte sein Spiel von Jahr zu Jahr. In der Spielzeit 2007/08 wurde er zweitbester Scorer der Franko-Kanadier hinter dem Russen Alexei Kowaljow und erzielte am 29. Februar 2008 seinen ersten NHL-Hattrick gegen die Buffalo Sabres.
Nach knapp 16 Jahren in der Organisation der Canadiens wurde der Angreifer im Februar 2018 kurz vor der Trade Deadline samt Kyle Baun an die Toronto Maple Leafs abgegeben. Im Gegenzug wechselten Rinat Walijew, Kerby Rychel und ein Zweitrunden-Wahlrecht im NHL Entry Draft 2018 nach Montréal. Darüber hinaus übernahmen die Canadiens weiterhin 50 Prozent von Plekanec’ Gehalt. Nach Ablauf der Saison 2017/18 kehrte der Tscheche als Free Agent im Rahmen eines Einjahresvertrages nach Montréal zurück und absolvierte dort kurz nach Beginn der Spielzeit 2018/19 sein 1000. Spiel der regulären Saison. Wenig später einigten sich beide Parteien jedoch auf eine vorzeitige Auflösung seines Vertrages im November 2018, während er zugleich seine NHL-Karriere für beendet erklärte und verkündete, in seine tschechische Heimat zurückkehren zu wollen. Dies tat er, indem er sich seinem Heimat- und Ausbildungsverein anschloss, den nun umbenannten Rytíři Kladno. Während er Kladno zum Aufstieg in die Extraliga verhelfen sollte, lief er parallel leihweise für den HC Kometa Brno auf, um insgesamt mehr Einsatzzeit zu erhalten. Mit seinem Heimatverein Kladno stieg er am Saisonende über die Relegation in die Extraliga auf. Die Playoffs der 1. Liga hatte er als Topscorer abgeschlossen. Selbiges gelang dem Stürmer zwei Jahre später nach dem zwischenzeitlichen Abstieg erneut. Kurz nach dem Beginn der Spielzeit 2023/24 und wenige Tage vor seinem 41. Geburtstag gab Plekanec aus gesundheitlichen Gründen das sofortige Ende seiner aktiven Karriere bekannt. Im November 2023 wurde er zum Assistenztrainer der tschechischen Nationalmannschaft ernannt.

### International
Tomáš Plekanec begann schon früh in seiner Laufbahn, sein Heimatland bei internationalen Titelkämpfen und Turnieren zu vertreten. Seine erste Berufung in eine Juniorenauswahlmannschaft Tschechiens bekam er im Alter von 14 Jahren und war ab diesem Zeitpunkt fester Bestandteil der Nachwuchsförderung. Insgesamt nahm er im Juniorenbereich an drei Weltmeisterschaften teil: Mit der U18-Nationalmannschaft absolvierte er die U18-Junioren-Weltmeisterschaft 2000. In den folgenden zwei Jahren gehörte er dem Kader der U20-Nationalauswahl an, wobei er bei der U20-Junioren-Weltmeisterschaft 2001 die Goldmedaille gewann.
Von 2006 an spielte Plekanec regelmäßig für die Herrenauswahlmannschaft und gewann mit dem Team bei der Weltmeisterschaft 2006 im lettischen Riga die Silbermedaille. Zwei weitere Medaillengewinne in Form der Bronzemedaille feierte der Stürmer im Rahmen der Weltmeisterschaften 2011 und 2012. Insgesamt bestritt Plekanec bis zum Jahr 2018 elf Weltmeisterschaftsturniere. Darüber hinaus nahm er an den Olympischen Winterspielen 2010 im kanadischen Vancouver und Olympischen Winterspielen 2014 im russischen Sotschi teil sowie dem World Cup of Hockey 2016.

## Erfolge und Auszeichnungen
| - 1999 Topscorer der U20-Extraliga - 2001 Rookie des Jahres der Extraliga - 2004 Teilnahme am AHL All-Star Classic - 2005 Teilnahme am AHL All-Star Classic - 2005 AHL All-Star Classic MVP - 2019 Aufstieg in die Extraliga mit Rytíři Kladno | - 2019 Topscorer der 1.-Liga-Playoffs - 2021 Meister der 1. Liga und Aufstieg in die Extraliga mit Rytíři Kladno - 2021 Topscorer der 1.-Liga-Playoffs - 2021 Bester Spieler der 1. Liga - 2021 Bester Stürmer der 1. Liga - 2021 All-Star-Team der 1. Liga |

### International
- 2001 Goldmedaille bei der U20-Junioren-Weltmeisterschaft
- 2006 Silbermedaille bei der Weltmeisterschaft
- 2011 Bronzemedaille bei der Weltmeisterschaft
- 2012 Bronzemedaille bei der Weltmeisterschaft

## Karrierestatistik

### International
Vertrat Tschechien bei:
| - U18-Junioren-Weltmeisterschaft 2000 - U20-Junioren-Weltmeisterschaft 2001 - U20-Junioren-Weltmeisterschaft 2002 - Weltmeisterschaft 2006 - Weltmeisterschaft 2007 - Weltmeisterschaft 2008 - Weltmeisterschaft 2009 - Olympischen Winterspielen 2010 - Weltmeisterschaft 2011 | - Weltmeisterschaft 2012 - Weltmeisterschaft 2013 - Olympischen Winterspielen 2014 - Weltmeisterschaft 2015 - Weltmeisterschaft 2016 - World Cup of Hockey 2016 - Weltmeisterschaft 2017 - Weltmeisterschaft 2018 |

(Legende zur Spielerstatistik: Sp oder GP = absolvierte Spiele; T oder G = erzielte Tore; V oder A = erzielte Assists; Pkt oder Pts = erzielte Scorerpunkte; SM oder PIM = erhaltene Strafminuten; +/− = Plus/Minus-Bilanz; PP = erzielte Überzahltore; SH = erzielte Unterzahltore; GW = erzielte Siegtore; 1 Play-downs/Relegation; Kursiv: Statistik nicht vollständig)